# La clemenza di Tito (Gluck)
La clemenza di Tito è un'opera di Christoph Willibald Gluck su libretto di Pietro Metastasio, già messo in musica da altri compositori.

## Genesi
Si tratta del diciannovesimo adattamento del libretto di Pietro Metastasio. Il dramma, composto in onore di Carlo VI d'Asburgo e messo in musica per la prima volta da Antonio Caldara nel 1734, veniva frequentemente ripreso e adattato da molti altri compositori. Già a Napoli, dove Gluck arrivò nel 1752, ne era stata composta una versione da Davide Perez, e, originariamente, il progetto di comporre un altro adattamento del dramma metastasiano, in onore del Re Carlo III, era stato commissionato a Girolamo Abos, all'epoca maestro di cappella e organista della chiesa metropolitana. L'incarico era stato suggerito dall'impresario Diego Tufarelli, memore del successo che l'anno prima Abos aveva ottenuto con la sua opera Tito Manlio al Teatro San Carlo, ed approvato dallo stesso Carlo III.

Tuttavia, al suo arrivo a Napoli, Gluck, già conosciuto ed apprezzato in tutta Europa, rifiutò il dramma proposto, l'Arsace, e riuscì ad ottenere l'incarico di musicare il testo metastasiano; ad Abos fu quindi commissionata la composizione del dramma Lucio Vero, che andò in scena un mese dopo l'opera di Gluck. In virtù del suo prestigio, Gluck poté lavorare con alcuni dei migliori cantanti sulla piazza napoletana, tra cui il celeberrimo castrato Caffarelli, primo interprete del ruolo di Sesto. 

La prima rappresentazione, avvenuta il 4 novembre 1752 al Teatro San Carlo, ebbe un grandissimo successo, che arrise sia ai cantanti sia al compositore. L'opera tuttavia non conobbe circolazione, e sparì dai cartelloni dei teatri già da prima della comparsa dell'omonima opera mozartiana. Eccezion fatta per un'incisione realizzata nel 2013 e pubblicata l'anno successivo, la Clemenza gluckiana attende ancora una rappresentazione contemporanea in forma scenica. È invece rimasta in repertorio, come brano da concerto, la sua aria più famosa, Se mai senti spirarti sul volto, che Gluck, circa vent'anni dopo, riutilizzò nell'Iphigénie en Tauride (Ô malheureuse Iphigénie!).

## Cast della prima rappresentazione
| Personaggio | Tipologia vocale        | Interpreti                    |
| ----------- | ----------------------- | ----------------------------- |
| Tito        | tenore                  | Gaetano Ottani                |
| Vitellia    | soprano                 | Caterina Visconti             |
| Sesto       | soprano castrato        | Caffarelli (Gaetano Majorano) |
| Servilia    | soprano                 | Maria Masi Giura              |
| Annio       | contralto castrato      | Emanuele Cornacchia           |
| Publio      | contralto (in travesti) | Teresa Venturelli             |

## Numeri musicali
- 0 Sinfonia

Atto 1
- 1 Aria Deh, se piacer mi vuoi (Vitellia)
- 2 Aria Io sento che in petto (Annio)
- 3 Aria Opprimete i contumaci (Sesto)
- 4 Marcia
- 5 Aria Di quel sublime soglio (Tito)
- 6 Aria Ah perdona al primo affetto (Annio)
- 7 Aria Amo te solo (Servilia)
- 8 Aria Ah, se fosse intorno al trono (Tito)
- 9 Aria Parto, ma tu ben mio (Sesto)
- 10 Aria Quando sarà quel dì (Vitellia)

Atto 2
- 11 Recitativo accompagnato Oh dei, che smania è questa (Sesto)
- 12 Aria Sia lontano ogni cimento (Publio)
- 13 Aria Almen, se non poss'io (Servilia)
- 14 Aria Come potesti, oh Dio (Vitellia)
- 15 Aria Fra stupido e pensoso (Sesto)
- 16 Aria Tu, infedel, non hai difese (Tito)
- 17 Aria Ch'io parto reo, lo vedi (Annio)
- 18 Aria Se mai senti spirarti sul volto (Sesto)
- 19 Aria Tremo fra' dubbi miei (Vitellia)

Atto 3
- 20 Aria Tardi s'avvede (Publio)
- 21 Aria Pietà, signor, per lui (Annio)
- 22 Aria Vo disperato a morte (Sesto)
- 23 Recitativo accompagnato E dove mai s'intese (Tito)
- 24 Aria Se all'impero, amici Dei (Tito)
- 25 Aria S'altro che lagrime (Servilia)
- 26 Aria Getta il nocchier talora (Vitellia)
- 27 Coro Che del Ciel, che degli Dei

Del testo metastasiano, Gluck non mette in musica i cori Serbate o dei custodi (I, 5) e Che del ciel, che degli dei (III, 12) e due arie di Servilia, Non ti lagnar s'io parto (I, 10) e Non odo gli accenti (II, 12).

## Incisioni discografiche
| Anno | Cast (Tito, Sesto, Vitellia)                  | Direttore      | Etichetta               |
| ---- | --------------------------------------------- | -------------- | ----------------------- |
| 2014 | Rainer Trost, Raffaella Milanesi, Laura Aikin | Werner Herardt | Deutsche Harmonia Mundi |